# Fort Saint Rocco
Fort Saint Rocco (malt. Forti Santu Rokku), określany też na niektórych mapach jako Fort Saint Roca – fort poligonalny w Kalkarze na Malcie. Jest ulokowany na wschód od Baterii Rinella, pomiędzy brzegiem morza a miejscowością Santu Rokku, i jest częścią kompleksu baterii nadbrzeżnych, zbudowanego w latach 1870–1900 przez Brytyjczyków w celu ochrony wybrzeża na wschód od wejścia do Grand Harbour.

## Historia
Budowę Fortu Saint Rocco Brytyjczycy rozpoczęli w roku 1872 lub 1873, jako część programu poprawy fortyfikacji Malty, zalecanego przez raport pułkownika Jervois z roku 1866 „Memorandum with reference to the improvements to the defences of Malta and Gibraltar, rendered necessary by the introduction of Iron Plated Ships and powerful rifled guns” (Memorandum w sprawie poprawy obrony Malty i Gibraltaru, niezbędnej z uwagi na wprowadzenie opancerzonych okrętów i potężnych dział gwintowanych).
Fort został zbudowany na miejscu Baterii San Rocco, baterii artyleryjskiej zbudowanej przez maltańskich powstańców podczas blokady Francuzów w latach 1798–1800.
Fort Saint Rocco był pierwszym fortem poligonalnym zbudowanym przez Brytyjczyków na Malcie, i drugim zbudowanym kiedykolwiek na Malcie (pierwszym był Fort Tigné, zbudowany przez Zakon św. Jana). Pierwszy fort, zbudowany w latach 1872–1873, był bardzo mały, biorąc pod uwagę znaczenie terenu. Początkowo planowano uzbrojenie go w trzy działa RML 11 cali 25 ton, lecz już w trakcie budowy zmieniono je na większe działa RML 12,5 cala 38 ton. Pierwotnie składał się z pięciokątnej baterii o wachlarzowatym planie z trzema półkolistymi barbetami dla dział. W podziemnych schronach pomiędzy stanowiskami znajdowały się składy amunicji, każdy na 197 pocisków. Na poziomie gruntu, w wał wbudowane były instalacje do obsługi armat. Przedpiersie miało strzelnice dla broni ręcznej. Bateria osłonięta była kutą w skale fosą, chronioną przez dwie kaponiery w przeciwstoku.
Drugą częścią fortu, położoną za baterią, od strony lądu, i oddzieloną od niej fosą, był prostokątny schron dla załogi. Z baterią łączyły go dwie kaponiery szyjowe – lewa (patrząc od schronu w kierunku baterii) chroniła główną bramę, prowadzącą z fosy do bloku baterii. Z bramy przejście prowadziło do schronu i dopiero przez schron, prawą kaponierę szyjową można było się dostać do baterii. W schronie były pomieszczenia mieszkalne dla oficera, dwóch sierżantów i szesnastu żołnierzy, stanowiących załogę fortu. Schron miał dwanaście strzelnic dla broni ręcznej, dodatkowo można było go bronić zza parapetu wokół tarasu na dachu, i z trzeciej kaponiery, w fosie od strony lądu.
Inspekcja w roku 1888 wykazała wady konstrukcji: fort określono go jako „ciasny”, wysoki schron przyciągał uwagę (a przez to potencjalnie ogień nieprzyjaciela). W wyniku tego zburzono wysokie przedpiersia barbet i schron, i na tym miejscu zbudowano w roku 1900 dużo większy fort. Nowy fort został uzbrojony w działa BL 9,2 cala.
17 maja 1942 roku fort ostrzelał atakujące go włoskie kutry torpedowe i zniszczył jeden z nich. Fort pozostał funkcjonalnym obiektem wojskowym aż do lat 50. XX wieku.

## Współcześnie
Fort znajduje się w pobliżu SmartCity Malta, parku technologicznego w rozbudowie. Zrobiono wszystko, aby w trakcie budowania kompleksu nie uszkodzić fortu. Fort jest zamknięty dla publiczności.
W maju 2015 roku niektóre NGO sugerowały, aby kampus mającego powstać American University of Malta został podzielony między Fort Saint Rocco oraz pobliskie forty Ricasoli i San Salvatore. Propozycja ta nie zostanie zrealizowana, gdyż kampus będzie rozdzielony pomiędzy Dok nr 1 w Cospicui i Żonqor Point w Marsaskali.